# 细座菌目
细座菌目（学名：Microstromatales）为外担菌纲的一个科。

## 下级分类
本科包括以下属：
- 细座菌科 Microstromataceae
- 随掷孢菌科 Quambalariaceae
- 托孢菌科 Volvocisporiaceae